# Stazione di Saga
La stazione di Saga (佐賀駅?, Saga-eki) è la principale stazione ferroviaria di Saga, città della prefettura omonima percorsa dalla linea principale Nagasaki e origine della linea Karatsu di JR Kyushu. Sono in corso inoltre i lavori per portare la linea ad alta velocità del Nagasaki Shinkansen nel 2020.

## Linee
JR Kyushu
■ Linea principale Nagasaki
■ Linea Karatsu

### Linee in costruzione
JR Kyushu
 Nagasaki Shinkansen (in costruzione)

## Struttura
Il fabbricato viaggiatori è realizzato su viadotto, con quattro binari totali con due banchine a isola.
| 1-3 | ■ Linea principale Nagasaki | espresso limitato Kamome e alcuni locali originantisi da qui |
| 1-3 | ■ Linea Karatsu             | per Taku, Karatsu e Nishi-Karatsu                            |
| 2   | ■ Linea principale Nagasaki | per Hizen-Yamaguchi, Nagasaki, Sasebo e Huis Ten Bosch       |
| 4   | ■ Linea principale Nagasaki | per Shin-Tosu Tosu e Hakata                                  |

## Stazioni adiacenti
| «                          | Servizio                  | »                         |
| Linea principale Nagasaki  | Linea principale Nagasaki | Linea principale Nagasaki |
| Linea Karatsu              | Linea Karatsu             | Linea Karatsu             |
| -------------------------- | ------------------------- | ------------------------- |
| Igaya                      | Locale                    | Nabeshima                 |
| Nagasaki Shinkansen (2022) |                           |                           |
| Shin-Tosu                  | -                         | Takeo-Onsen               |